# Второ робско въстание
Второто робско въстание е неуспешен бунт на роби срещу Римската република. Бунтът избухва на о-в Сицилия и продължава от 104 до 100 г. пр.н.е.
По време на войната срещу кимврите в Цизалпийска Галия, консулът Гай Марий се опитва да събере достатъчно големи сили, които да участват във войната срещу варварите. Когато Марий иска помощ от царя на Витиния – Никомед III, монархът отказва да изпрати подкрепление под предлог, че римските събирачи на такси – публиканите са поробили тези, които са в състояние да платят за събирането на военна сила и Никомед не е в състояние да финансира исканите от Рим подкрепления. След отказа Марий обявява с декрет, че поробените съюзници от Витиния служещи в Сицилия трябва да бъдат освободени.
Около 800 роби са освободени в Сицилия, което води до бягството на много други роби търсещи свободата си. Въстанието избухва, когато на губернатора на провинцията е наредено да върне обратно на собствениците им опитващите се да спечелят свободата си роби. Роб на име Салвий тръгва по стъпките на Евн (водач на Първото робско въстание) – като започва въоръжена съпротива против римляните и става водач на въстанието. Салвий приема името Трифон, като царя на елинистичното селевкидско царство Диодот Трифон.
Робите нарастват до значителна сила – 20 хил. пехота и 2 хил. кавалерия – и се присъединяват към киликиеца Атенион и неговите хора в западната част на Сицилия. Бунтът е смазан с големи усилия и с цената на много човешки животи, от римския консул Маний Аквилий.
Това второ въстание на робите в Сицилия и част от поредицата бунтове на роби, мотивирани от злоупотребите и жестокото третиране, на които робите са подложени в Сицилия и Италия.